# Melocalamus
Els bambús del gènere Melocalamus de la subfamília bambusoideae de la família Poaceae, són plantes de clima tropical, amb rizoma simpoidal.

## Taxonomia
- Melocalamus compactiflorus
- Melocalamus elevatissimus
- Melocalamus ningmingensis
- Melocalamus scandens
- etc.